# IC 4778
IC 4778 ist eine Balken-Spiralgalaxie vom Hubble-Typ SBa? im Sternbild Pfau am Südsternhimmel. Sie ist schätzungsweise 217 Millionen Lichtjahre von der Milchstraße entfernt.
Das Objekt wurde am 20. Juli 1901 von DeLisle Stewart entdeckt.